# Lúcio (football, 1954)
Pour les articles homonymes, voir Lucio.
Eduardo Lúcio Esteves Pereira, plus communément appelé Lúcio, est un footballeur portugais né le 1er septembre 1954 à Leça da Palmeira. Il évoluait au poste de gardien de but.

## Biographie

### En club
Formé au Leixões SC, il découvre la première division portugaise lors de la saison 1975-1976,,.
Après deux saisons, le Leixões SC est relégué en deuxième division,,.
En 1982, il est transféré au Varzim SC, club qu'il représente pendant six saisons,,.
De 1988 à 1991, il est joueur du FC Tirsense,. 
En 1991, il revient rejouer sous les couleurs du Varzim SC,. 
Il effectue une dernière saison avec São Pedro da Cova avant de raccrocher les crampons en 1994,.
Il dispute un total de 242 matchs pour aucun but marqué en première division portugaise,.

### En équipe nationale
International portugais, il reçoit une unique sélection en équipe du Portugal en 1987. Le 5 décembre, dans le cadre des éliminatoires de l'Euro 1988, il dispute un match contre l'Italie (défaite 0-3 à Milan).